# Пападжанов, Михаил Иванович
Михаи́л Ива́нович Пападжа́нов вариант написания Микаэ́л Оване́сович Пападжаня́н (7 сентября 1868, Эривань, Кавказское наместничество — 1929, Тифлис) — присяжный поверенный, депутат Государственной думы IV созыва от Бакинской, Елисаветпольской и Эриванской губерний.

## Биография
По национальности армянин. Из дворян Эриванской губернии. Выпускник 1-й Тифлисской гимназии. В 1890 окончил юридический факультет Новороссийского университета. В течение примерно года работал в Тифлисском окружном суде. В дальнейшем стал присяжным поверенным; занимался адвокатской практикой в Эривани, Александрополе и Тифлисе. Избран гласным Александропольской городской думы. С 1899 года проживал в Баку; служил присяжным поверенным в Бакинском окружном суде. Занимал ряд общественных должностей: председатель Бакинского комитета присяжных поверенных, председатель Попечительского совета армянских школ в Баку и школ Армянского человеколюбивого общества (первый Католикос всех армян). В 1907 году женился на наследнице нефтяных приисков.
В апреле 1912, по данным российской полиции, являлся членом Восточного Бюро партии «Дашнакцутюн», в этом качестве вёл переговоры с П. Н. Милюковым. Вскоре после этих переговоров Пападжанов выехал в Константинополь, где провёл многочисленные совещания с армянскими общественно-политическими деятелями, как предполагается, для того, чтобы изменить позицию партии «Дашнакцутюн» по отношению к Российской империи.
20 октября 1912 избран в Государственную думу IV созыва от общего состава выборщиков трёх закавказских губерний. Приступил к участию в думских заседаниях 23 января 1913 года. Предполагается, что приехать к началу 1-й сессии (а именно к 15 (28) ноября 1912) Пападжанов не смог из-за болезни, однако известно, что в конце 1912 года Пападжанов вместе с Николаем Адонцем всё ещё находился в Константинополе. Вошёл в состав Конституционно-демократической фракции. Состоял членом многих думских комиссий: по народному образованию, земельной, продовольственной, по запросам, по направлению законодательных предложений, о замене сервитутов, об обязательном праве, по военным и морским делам. В продовольственной комиссии со второй половины 1-й сессии товарищ секретаря. 20 июля 1915 года выступил с трибуны Государственной Думы с сообщением о зверствах, чинимых над армянами на территории Турции. Входил в состав Прогрессивного блока Думы.
Активный участник Февральской революции. С 27 февраля 1917 года назначен Временным комитетом Государственной думы в число лиц «для регистрации опроса, задержания или освобождения», избран председателем Комиссии по принятию задержанных военных и высших гражданских чинов. С. П. Мансырев вспоминал: 

Пошёл в финансовую комиссию — там восседают М. Караулов, М. Пападжанов и М. Аджемов: заняты приёмом поминутно приводимых солдатами арестованных, опросом их, снятием показаний с приведших и — безапелляционными распоряжениями о дальнейшем: отпустить или заключить под стражу.
Организатор и участник Низшей следственной комиссии. Должен был покинуть её, так как был командирован на Кавказ. Начиная с 9 марта 1917 комиссар ВКГД и Временного правительства в Особом Закавказском комитете. Поддерживал коллегиальность в деятельности комитета, принципы равного партийного и национального представительства в его составе. В сентябре 1917 года участвовал в Учредительном съезде Армянской народной партии, стал одним из её руководителей. С июня 1917 многократно пытался отказаться от полномочий комиссара Временного правительства, но руководство Армянской народной партии противилось замене Пападжанова, считая его «самым компетентным и самым авторитетным лицом». 12 октября 1917 года всё же отказался от членства в Особом Закавказском комитете. Являлся членом Закавказского комиссариата.
4 июня 1918 подписал Батумский договор «о мире и дружбе» с правительством Османской империи от имени Республики Армения. В декабре 1918 участвовал в переговорах с Грузинским правительством в Тифлисе для урегулирования армяно-грузинского конфликта. В январе 1919 вёл переговоры в Баку с председателем правительства Ханом-Хойским о участии представителей армянской общины в правительстве и парламенте и с главой английского экспедиционного корпуса генералом Уильямом М. Томсоном. 
В феврале 1919 выехал на Парижскую мирную конференцию в составе делегации Республики Армении. В Париже в июле 1919 редактировал совместно Г. Норатункяном «Проект о помощи» согласно которому Республика Армения должна была находится под 10-летним мандатом США. В 1920 году на Втором национальном конгрессе западных армян была принята резолюция по проекту, составленному Пападжановым.
В 1925 году в Париже был кандидатом в масонскую ложу. Член Объединения русских адвокатов во Франции.
В 1929 году был направлен его партией в Советский Союз для того, чтобы обсудить с правительством Советской Армении проблему восстановления связей между восточным и западными армянами. Скончался во время этой поездки, по одним сведениям в Тифлисе, по другим в Ереване.
В 1930 году Объединение русских адвокатов во Франции провело вечер памяти Пападжанова.

### Рекомендуемые источники
- Некролог // Последние новости, Париж, 19 января 1930, № 3224.
- Некролог // Руль, Берлин, 8 января 1930, № 2771.
- Николаев А. Б. Комиссары Временного комитета Государственной думы (февраль — март 1917 года): персональный состав // Из глубины времен. СПб., 1995. № 5;
- Chalabian Antranig. General Andranik and the Armenian Revolutionary Movement — Page 583

#### Архивы
- Российский государственный исторический архив. Фонд 1278. Опись 9. Дело 591; Опись 21. Дело 103.